# Idol 2010
Idol 2010 var TV-programmet Idols sjunde säsong i Sverige och visades liksom tidigare år på TV4. Programmet startade den 7 september 2010 och avslutades den 10 december samma år. Vinnare blev Jay Smith. För fjärde året i rad var Peter Jihde programledare för huvudsändningarna. Liksom tidigare år sände man ett eftersnacksprogram, direkt efter varje veckofinal. Programmet sändes, likt de tidigare åren, i TV400 och hette Idol: Eftersnack. Istället för Peter Jihde och Katrin Zytomierska var det radioprofilerna Paul Haukka, Josefin Crafoord och Jakob Öqvist som ledde Eftersnacket. För tredje året i rad utgjorde Anders Bagge, Laila Bagge Wahlgren och Andreas Carlsson Idoljuryn. I slutet av augusti 2010 började TV4 att visa en trailer för programmet. I trailern fick man se juryn sittande i ett rymdskepp som åkte fram igenom rymden, samtidigt som Darin Zanyars nya singel Microphone spelades i bakgrunden.
Så fort 2009 års final av Idol var slut bekräftade programledaren Peter Jihde att Idol skulle återkomma med en ny säsong under 2010. Dock blev det klart först några månader senare att Jihde skulle fortsätta som programledare liksom att juryn skulle bli densamma som för de två tidigare säsongerna. Inför finalen (som stod mellan Jay Smith och Minnah Karlsson) sände man för första gången programmet "Vägen till finalen". Programmet var en timme långt och sändes måndagen den 6 december 2010.
I slutet av finalprogrammet (den 10 december), bekräftade programledaren Peter Jihde, att Idol återkommer med en ny säsong år 2011.

## Jury
- Anders Bagge
- Laila Bagge Wahlgren
- Andreas Carlsson

## Förändringar/nyheter
- Fem av tio fredagsfinaler hölls i en studio i Stockholm, medan resterande fem hölls i en turné i Göteborg (Scandinavium), Karlstad (Löfbergs Lila Arena), Malmö (Malmö Arena) och Luleå (Arcushallen) innan finalen kom till Globen i Stockholm.[4] Det blir andra året som man åker på turné före finalen; skillnaden är detta år att turnén utökades, och färre fredagsfinaler sändes från studion i Stockholm.
- Anders Bagge, Laila Bagge Wahlgren och Andreas Carlsson åkte på varsin egen turné (likt den Anders Bagge åkte på året innan) för att hitta artister som inte sökt till Idol "den vanliga vägen".[5]
- Radioprofilerna Paul Haukka, Josefin Crafoord och Jakob Öqvist tog över efter Katrin Zytomierska och Peter Jihde som programledare för "Idol: Eftersnack"[2]
- I början av fredagsfinalen den 15 oktober sjöng alla idoler gemensamt ett medley bestående av de låtar som de senare skulle uppträda med under kvällen. Tidigare har man inte fått höra deltagarna sjunga sina låtar alls före själva uppträdandet, vilket således blev en nyhet.
- Deltagarna framförde, den 5 november 2010, tillsammans med jurymedlemmen Andreas Carlsson låten All I Need is You. Låten som är skriven av Andreas Carlsson är en välgörenhetslåt och finns också inspelad i en studioversion. Studioversionen finns att köpa på nätet och intäkterna går till välgörenhetsorganisationen Unicef. Alice Hagenbrant som tidigare valde att lämna programmet deltog inte vid varken liveframträdandet eller på studioinspelningen.
- Inför finalen sände man programmet "Vägen till finalen", som handlade om de två Idolfinalisternas väg från audition till finalen. Programmet var en timme långt och sändes den 6 december 2010.[3]
- De deltagare som röstas ut i veckofinalerna kommer tillsammans med vinnaren av Idol 2010 att åka på en månadslång turné under januari och februari 2011. Detta istället för att de utslagna deltagarna åker på turné i köpcentrum medan veckofinalerna pågår.[6]
- Vinnarlåten (Dreaming People) var detta året skriven av bl. a. Christian Walz.

## Händelser under Idol 2010

### Deltagare med artistkarriär
Ett antal personer som tidigare har haft artistkarriärer sökte till denna Idol-säsong, och tog sig vidare från första audition till veckofinalerna. Dessa var:
- Geir Rönning, som var Finlands representant i Eurovision Song Contest 2005.[7] Han slutade på sjunde plats.
- Linda Varg, en av vinnarna i Kanal 5:s talangprogram Popstars, och därmed medlem i den f.d. popgruppen Supernatural.[8] Hon slutade på nionde plats.
- Elin Blom, som tävlade i den finska Melodifestivalen för uttagningen till Eurovision Song Contest 2010[9]. Hon slutade på sjätte plats.
- Jay Smith som vann, har spelat ihop med sitt band Von Benzo innan idol. Bandet har släppt en skiva som också heter Von Benzo.
- Även Sebastian Krantz (medverkade i Talang 2008) sökte till Idol och gick vidare till slutaudition, och därefter till kvalveckan,[10] men röstades dock ut under den veckan.

### Avhopp under veckofinalerna
Den 21 oktober meddelade TV4 att veckofinalsdeltagaren Alice Hagenbrant valt att hoppa av Idol. Hennes ersättare blev Minnah Karlsson, som röstades ut veckan innan i en duell mot Hagenbrant. Hagenbrant är inte den första deltagaren att hoppa av Idol; år 2004 valde deltagaren Angel Hansson att lämna tävlingen (till fördel för Filip Williams som slutade trea det året), och år 2006 valde en av juryns utvalda kvalfinalister att hoppa av till fördel för deltagaren Erik Segerstedt (som blev tvåa det året). Trots att Alice har hoppat av Idol fortsatte hon att uppdatera sin blogg på tv4.se under resten av tiden programmet sändes.

### Jay Smith och narkotikaavslöjandet
Före den sjunde veckofinalen, som sändes från Karlstad, gick deltagaren Jay Smith ut och meddelade att han hade intagit hasch vid ett tillfälle under veckan innan veckofinalsturnén inletts. Efter att Luleåpolisen fått in ett tips, testades han och det visade sig vara positivt. I en artikel i Expressen säger Smith att han kommer dömas för ringa narkotikabrott och få dagsböter för detta. Trots detta valde TV4 att låta honom vara kvar i tävlingen, men kravet var att han ska deltaga i ett åtgärdsprogram.

### Kärleksrelationen mellan Jay Smith och Minnah Karlsson
Torsdagen den 9 december, dagen före finalen bekräftade de båda finalisterna Jay Smith och Minnah Karlsson att de hade inlett en kärleksrelation med varandra. Den hade inletts ett par veckor tidigare.
Men efter finalen tog de tillbaka att de var ett par, utan bara vänner.

## Utröstningsschema
Schemat visar hur varje deltagare placerade sig under kvalveckan och i veckofinalerna. 
| Stadium: | Stadium:                | Kvalveckan | Kvalveckan | Kvalveckan | Kvalveckan | Kvalveckan | Kvalveckan | Veckofinalerna | Veckofinalerna | Veckofinalerna | Veckofinalerna | Veckofinalerna | Veckofinalerna | Veckofinalerna | Veckofinalerna | Veckofinalerna | Veckofinalerna |          |          |          |
| Datum:   | Datum:                  | 27/9       | 28/9       | 29/9       | 30/9       | 1/10       | 1/10       | 8/10           | 15/10          | 22/10          | 29/10          | 5/11           | 12/11          | 19/11          | 26/11          | 3/12           | 10/12          |          |          |          |
| Plats    | Tävlande                | Resultat   | Resultat   | Resultat   | Resultat   | Resultat   | Resultat   | Resultat       | Resultat       | Resultat       | Resultat       | Resultat       | Resultat       | Resultat       | Resultat       | Resultat       | Resultat       | Resultat | Resultat | Resultat |
| 1        | Jay Smith               |            |            |            |            |            |            |                |                |                |                |                |                |                |                |                | Vinnare        |          |          |          |
| 2        | Minnah Karlsson         |            |            |            |            |            |            |                | 10:a           |                |                |                |                |                | 3:a            | 2:a            | Tvåa           |          |          |          |
| 3        | Olle Hedberg            |            |            |            | 3:a        | WC 5*      |            |                |                |                |                |                |                | 4:a            |                | Utröst.        |                |          |          |          |
| 4        | Linnea Henriksson       |            |            |            |            |            |            |                |                |                |                |                | 5:a            |                | Utröst.        |                |                |          |          |          |
| 5        | Andreas Weise           |            |            |            |            |            | 11:a       |                |                |                |                | 6:a            |                | Utröst.        |                |                |                |          |          |          |
| 6        | Elin Blom               |            | 3:a        |            |            | WC 1       |            |                |                |                |                |                | Utröst.        |                |                |                |                |          |          |          |
| 7        | Geir Rönning            |            |            |            |            |            |            |                |                | 8:a            | 7:a            | Utröst.        |                |                |                |                |                |          |          |          |
| 8        | Daniel Norberg          |            |            | 3:a        |            | WC 4       |            |                |                |                | Utröst.        |                |                |                |                |                |                |          |          |          |
| 9        | Linda Varg              |            |            |            |            |            |            | 10:a           |                | Utröst.        |                |                |                |                |                |                |                |          |          |          |
| 10       | Alice Hagenbrant        |            |            |            |            |            |            |                | Avhopp         |                |                |                |                |                |                |                |                |          |          |          |
| 11       | Sassa Bodensjö          |            | 3:a        |            |            | WC 2       |            | Utröst.        |                |                |                |                |                |                |                |                |                |          |          |          |
| 12       | Chris Andersen          |            |            |            |            |            | Utröst.    |                |                |                |                |                |                |                |                |                |                |          |          |          |
| 12       | Madeleine Finck-Björgen | 3:a        |            |            |            | WC 3       | Utröst.    |                |                |                |                |                |                |                |                |                |                |          |          |          |
| Semi     | Alicia Francke Bocio    |            |            |            | 3:a        |            | Utröst.    |                |                |                |                |                |                |                |                |                |                |          |          |          |
| Semi     | Freja Sterner           |            |            |            | 3:a        |            | Utröst.    |                |                |                |                |                |                |                |                |                |                |          |          |          |
| Semi     | Jimmy Claeson           |            |            |            | 3:a        |            | Utröst.    |                |                |                |                |                |                |                |                |                |                |          |          |          |
| Semi     | Malin Brännlund         |            |            | 3:a        |            |            | Utröst.    |                |                |                |                |                |                |                |                |                |                |          |          |          |
| Semi     | Michaela Osberg Dalja   |            |            | 3:a        |            |            | Utröst.    |                |                |                |                |                |                |                |                |                |                |          |          |          |
| Semi     | Simon Lingmerth         |            |            | 3:a        |            |            | Utröst.    |                |                |                |                |                |                |                |                |                |                |          |          |          |
| Semi     | Björn Nagander          |            | 3:a        |            |            |            | Utröst.    |                |                |                |                |                |                |                |                |                |                |          |          |          |
| Semi     | Emil Carlsson           |            | 3:a        |            |            |            | Utröst.    |                |                |                |                |                |                |                |                |                |                |          |          |          |
| Semi     | Janine Nyman            | 3:a        |            |            |            |            | Utröst.    |                |                |                |                |                |                |                |                |                |                |          |          |          |
| Semi     | Jonathan Garcés         | 3:a        |            |            |            |            | Utröst.    |                |                |                |                |                |                |                |                |                |                |          |          |          |
| Semi     | Sebastian Krantz        | 3:a        |            |            |            |            | Utröst.    |                |                |                |                |                |                |                |                |                |                |          |          |          |

| Kvinnor | Män | Top 11 | Top 24 | Juryns wildcard *Tittarnas wildcard | Hängde löst och fick sjunga igen | Utröstad | Hoppade av tävlingen | Säker/går vidare | Framträdde ej/ tävlar inte mer |

## Auditionuttagningarna

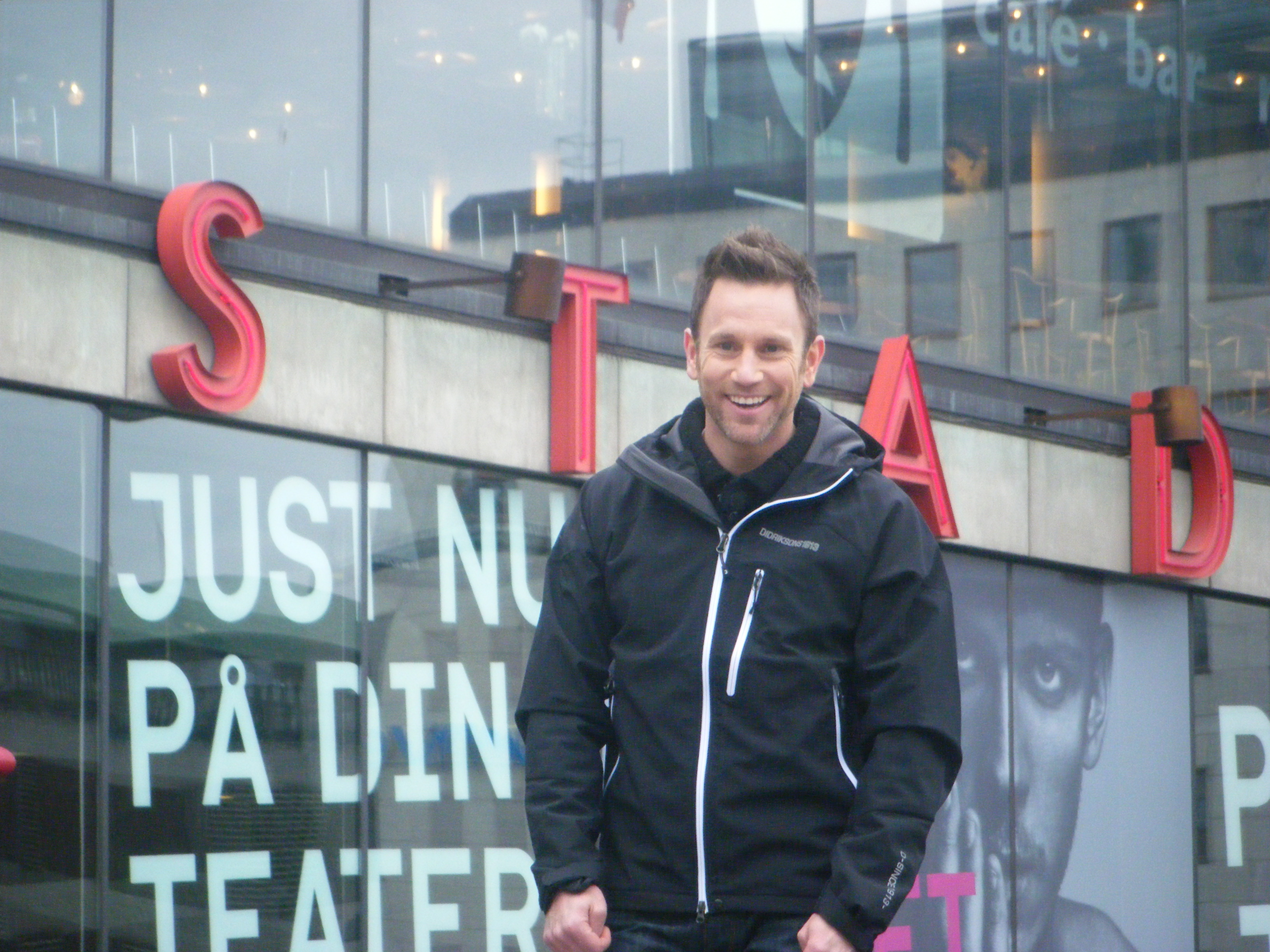
Peter Jihde under auditionuttagningarna i Stockholm

En auditionturné hölls under våren och städerna som besöktes var (i ordning) Göteborg, Karlstad, Malmö, Luleå och Stockholm. Däremot sändes programmen i en annan ordning än den ordning man besökte städerna i. Innan auditionturnén startade kunde man tipsa om någon man känner via programmets hemsida. Även en s.k. Sista chansen-sökning hölls denna säsong. Sista chansen var till för dem som inte valt eller kunnat att söka till Idol under auditionturnén. Uttagningen till Sista chansen ägde rum dagen före slutaudition började.
Det stora antalet sökande till Idol i Göteborg och Stockholm gjorde att man förlängde söktillfället med en dag. Enligt TV4 var det även rekordmånga som sökte till Idol i de övriga städerna. Totalt sökte 12 850 personer till Idol 2010, vilket är rekord för svenska Idol. Juryns egen turné är inte inräknad i denna slutsiffra. Under auditionturnén i Karlstad uppträdde bl.a. Nicklas Hocker från Idol 2009 för de sökande. Han syntes dock inte i det avsnittet som besökte Karlstad.
| Datum                               | Auditionstad      | Auditionarena  | Totalt sökande | Gyllene biljetter | Sändningsdatum       |
| 10–11 april 2010                    | Göteborg          | Svenska Mässan | 3 000          | 23                | 9 september 2010     |
| 18 april 2010                       | Karlstad          | Nöjesfabriken  | 1 200          | 19                | 10 september 2010    |
| 24 april 2010                       | Malmö             | Folkets Park   | 2 900          | 33                | 15–16 september 2010 |
| 2 maj 2010                          | Luleå             | Coop Arena     | 700            | 12                | 14 september 2010    |
| 8–9 maj 2010                        | Stockholm         | Kulturhuset    | 4 300          | 30                | 7–8 september 2010   |
| våren 2010                          | Juryns egen turné | Sverige/USA    | 9              | 9                 | 7–16 september 2010  |
| maj 2010                            | Sista chansen     | Oscarsteatern  | 750            | 1 av 10           | 16 september 2010    |
| Totalt antal gyllene biljetter: 128 |                   |                |                |                   |                      |

### Slutaudition
Efter turnén var det dags för slutaudition, där de 128 deltagare som juryn hade delat ut guldbiljetter till än en gång fick visa vad de går för. Under fyra dagars tid sållade juryn ned antalet deltagare till 24 stycken, som sedan fick tävla i kvalveckan (vecka 39). Slutaudition bestod av fyra avsnitt, och avgjordes först på Oscarsteatern och därefter i Globen i Stockholm.

#### Dag för dag-upplägg
- Dag 1: De 128 kvarvarande fick framföra varsin låt a cappella, dvs. solosång utan gitarr eller andra instrument. Därefter höll juryn en överläggning, som slutade i att 54 personer fick stanna kvar. Totalt fick 82 personer lämna Idol den första dagen. De deltagare som tagit sig vidare fick nu flytta in på Idolhotellet. Där fick de i uppgift att dela in sig i grupper om tre-fyra personer per grupp, därefter gemensamt välja en låt och öva in den till dagen efter.[27]
- Dag 2: Varje grupp framförde sin låt; den här gången var det förinspelad musik i bakgrunden[27]. Efter att alla grupper framfört sina låtar hade juryn ytterligare en överläggning, som slutade i att 40 deltagare fick stanna kvar, medan 14 fick åka hem. Efter elimineringen fick de kvarvarande tävlande åka tillbaka till hotellet och öva in en sololåt som skulle sjungas med ett liveband dagen efter.[28]
- Dag 3: De 40 kvarvarande framförde sin låt med liveband.[28] Efter att varje deltagare sjungit beslutade juryn om deltagaren skulle få stanna kvar till dagen efter eller åka hem direkt. Juryn beslutade att skicka hem tre deltagare direkt, medan resten fick vila ut på hotellet och förbereda sig för det sista momentet - samtal med juryn.[29]
- Dag 4: De 37 kvarvarande fick var och en (i två fall gick två ned samtidigt) träffa juryn i Globen för att där få reda på om man gått vidare eller inte. Redan i programmet som sändes den 23 september fick man reda på att deltagaren Linnea Henriksson tog sig vidare till kvalveckan, vilket gjorde att det återstod 36 personer.[29] I programmet den 24 september fick de kvarvarande sitt besked; 12 personer fick lämna Idol medan 23 personer gick vidare till kvalveckan. Den sista platsen i tjejgruppen kunde inte juryn enas om. Precis som i Idol 2009 fick tittarna ringa och rösta mellan två deltagare: Madeleine eller Jamilla.[30] Den som tog sig vidare meddelades i första kvalheatet.

## Topp 24 till kvalet
Personerna nedan var de som slutligen blev utvalda av juryn att gå vidare från slutaudition till kvalveckan. De som är markerade i fetstil gick vidare till veckofinalerna.
- Alice Hagenbrant, 20 år, Karlstad
- Alicia Francke Bocio, 18 år, Halmstad
- Andreas Weise, 24 år, Lidingö
- Björn Nagander, 27 år, Boden
- Chris Andersen, 29 år, Sigtuna
- Daniel Norberg, 20 år, Uddevalla
- Elin Blom, 16 år, Stockholm
- Emil Carlsson, 21 år, Örebro
- Freja Sterner, 18 år, Örebro
- Geir Rönning, 48 år, Grankulla
- Janine Nyman, 27 år, Sundbyberg
- Jay Smith, 29 år, Helsingborg
- Jimmy Claeson, 20 år, Stockholm
- Jonathan Garcés, 16 år, Sigtuna
- Linda Varg, 31 år, Malmö
- Linnea Henriksson, 23 år, Malmö
- Madeleine Finck-Björgen, 19 år, Lerum
- Malin Brännlund, 20 år, Falun
- Michaela Osberg Dalja, 16 år, Helsingborg
- Minnah Karlsson, 21 år, Hallstavik
- Olle Hedberg, 29 år, Gotland
- Sassa Bodensjö, 17 år, Höganäs
- Sebastian Krantz, 16 år, Huskvarna
- Simon Lingmerth, 24 år, Stockholm

Inför kvalet fick tittarna bestämma om Madeleine Finck-Björgen (19 år, Lerum) eller Jamilla Idris (17 år, Stockholm) skulle gå vidare till kvalveckan, genom telefonröstning den 24 september. I det första kvalheatet meddelade Peter Jihde att Madeleine Finck-Björgen röstats vidare.

## Kvalveckan
Efter juryns uttagning i audition, sista chansen och slutaudition, fick tittarna under en veckas tid bestämma vilka av juryns 24 uttagna som skulle bli de elva veckofinalisterna. Kvalveckan innehöll fem stadier som påggick mellan den 27 september och 1 oktober. Sändningarna sändes från Magsin 7 i Frihamnen i Stockholm. 

I veckans första fyra stadier tävlade tre killar och tre tjejer varje kväll, där den bästa tjejen och killen som tittarna röstat fram tog sig till kvalfinalen. I kvalfinalen tävlade de sammanlagt åtta finalisterna, men juryn fick även säga sitt och fick ta in fyra wildcards som tittarna röstat ut under veckan. Även tittarna fick ta in ett wildcard, vilket presenterades först i det sista kvalheatet. Totalt tävlade tretton personer i finalen. När tittarna därefter hade röstat fick de två som fått minst antal röster åka ut, medan de kvarvarande elva gick vidare till veckofinalerna. Samtliga fyra kvalheat sändes klockan 20.00–21.00 med resultatprogrammet klockan 22.40–22.55 på TV4. Kvalfinalen sändes klockan 20.00–21.30 med resultatprogrammet klockan 22.25–22.55. De fetmarkerade har gått vidare till kvalfinalen, de två i kvalfinalen som markerats i fet kursivt fick lämna Idol efter finalen.

### Kvalheat 1
Programmet sändes den 27 september 2010.
1. Janine Nyman, 27 år, Sundbyberg – Nobody's Wife (Anouk)
2. Jonathan Garcés, 17 år, Sigtuna – The World's Greatest (R. Kelly)
3. Madeleine Finck-Björgen, 19 år, Lerum – Everywhere (Michelle Branch)
4. Chris Andersen, 29 år, Sigtuna – Somebody Like You (Keith Urban)
5. Sebastian Krantz, 16 år, Huskvarna – If it's All I Ever Do (Anders Fernette)
6. Linda Varg, 31 år, Malmö – With Or Without You (U2)

### Kvalheat 2
Programmet sändes den 28 september 2010.
1. Emil Carlsson, 21 år, Örebro – The Boxer (Simon and Garfunkel)
2. Sassa Bodensjö, 17 år, Höganäs – Highway to Hell (AC/DC)
3. Andreas Weise, 24 år, Lidingö – I Believe I Can Fly (R. Kelly)
4. Elin Blom, 16 år, Stockholm – Nothing Else Matters (Metallica)
5. Björn Nagander, 27 år, Boden – Cryin’ (Aerosmith)
6. Alice Hagenbrant, 20 år, Karlstad – One (Mary J. Blige & U2)

### Kvalheat 3
Programmet sändes den 29 september 2010.
1. Simon Lingmerth, 24 år, Stockholm – Kiss (Prince)
2. Michaela Osberg Dalja, 16 år, Helsingborg – When I look at you (Miley Cyrus)
3. Jay Smith, 29 år, Helsingborg – Wherever you will go (The Calling)
4. Malin Brännlund, 20 år, Falun – Thank you (Alanis Morissette)
5. Daniel Norberg, 20 år, Uddevalla – High and dry (Radiohead)
6. Minnah Karlsson, 21 år, Hallstavik – Not ready to make nice (Dixie Chicks)

### Kvalheat 4
Programmet sändes den 30 september 2010.
1. Freja Sterner, 18 år, Örebro – Did you give the world some love today, baby (Doris)
2. Geir Rönning, 47 år, Grankulla – Burnin’ (Cue)
3. Alicia Francke Bocio, 18 år, Halmstad – Sweet dreams (Beyoncé)
4. Jimmy Claeson, 20 år, Stockholm – Cryin’ (Aerosmith)
5. Linnea Henriksson, 23 år, Malmö – Hope there’s someone (Antony and the Johnsons)
6. Olle Hedberg, 29 år, Södertälje – Sex on fire (Kings of Leon)

### Kvalfinalen
Programmet sändes den 1 oktober 2010. I finalen avgjordes det vilka elva (av totalt tretton framröstade och utvalda) som kommer att tävla i veckofinalerna under hösten 2010. Startordningen och låtval avslöjades löpande under direktsändningen och telefonslussen öppnades först då alla tretton sjungit. De fem wildcards som juryn och tittarna tillsammans röstat fram avslöjades löpande i direktsändningen. De två artister som inte tog sig vidare till veckofinalerna är markerade i fet kursivt.
1. Geir Rönning, 47 år, Grankulla – Use Somebody (Kings of Leon)
2. Elin Blom, 16 år, Stockholm – I'm Not Dead (Pink)
3. Chris Andersen, 29 år, Sigtuna – Still The One (Shania Twain)
4. Sassa Bodensjö, 17 år, Höganäs – Dude Looks Like A Lady (Aerosmith)
5. Linda Varg, 31 år, Malmö – Bubbly (Colbie Caillat)
6. Jay Smith, 29 år, Helsingborg – Rockstar (Nickelback)
7. Madeleine Finck-Björgen, 19 år, Lerum – Stop And Stare (OneRepublic)
8. Linnea Henriksson, 23 år, Malmö – Jumpin' Jack Flash (The Rolling Stones)
9. Alice Hagenbrant, 20 år, Karlstad – Misery Business (Paramore)
10. Daniel Norberg, 20 år, Uddevalla – Golden Slumbers (The Beatles)
11. Minnah Karlsson, 21 år, Hallstavik – Paparazzi (Lady Gaga)
12. Andreas Weise, 24 år, Lidingö – Ain't No Sunshine (Bill Withers)
13. Olle Hedberg, 29 år, Södertälje – The Scientist (Coldplay)

#### Wildcards till kvalfinalen
1. Elin Blom (juryns val)
2. Sassa Bodensjö (juryns val)
3. Madeleine Finck-Björgen (juryns val)
4. Daniel Norberg (juryns val)
5. Olle Hedberg (tittarnas val)

#### Utröstningen
De tre deltagare som erhöll minst antal tittarröster i kvalfinalen hängde löst. Deras röster nollställdes och en kortare röstningsomgång påbörjades mellan dem.
Den som nu fick flest röster tog sig vidare till veckofinalerna, medan de andra två åkte ut. Utröstade står i bokstavsordning, inte i resultatordning.
De två av dessa tre som är markerade med mörkgrå färg är de som efter kvalfinalen tvingats lämna tävlingen (de till vänster).
| Lägst antal tittarröster |                         |               |
| Chris Andersen           | Madeleine Finck-Björgen | Andreas Weise |

## Veckofinalerna
Fem veckofinaler sker i Magasin 7 i Frihamnen i Stockholm., medan övriga fyra sker i andra arenor runt om i Sverige. Finalen går av stapeln den 10 december 2010 i Globen i Stockholm.

### Vecka 1: Det här är jag
Sändes från Frihamnen i Stockholm den 8 oktober 2010.
1. Jay Smith – White wedding (Billy Idol)
2. Andreas Weise – For once in my life (Frank Sinatra)
3. Linda Varg – You oughta know (Alanis Morissette)
4. Daniel Norberg – Who says (John Mayer)
5. Elin Blom – Hang with me (Robyn)
6. Olle Hedberg – Talking about a revolution (Tracy Chapman)
7. Sassa Bodensjö – Dear Mr. President (Pink)
8. Linnea Henriksson – Crazy (Gnarls Barkley)
9. Geir Rönning – Need you now (Lady Antebellum)
10. Alice Hagenbrant – If it makes you happy (Sheryl Crow)
11. Minnah Karlsson – Holding out for a hero (Bonnie Tyler)

#### Utröstningen
Listar de två deltagare som erhöll minst antal tittarröster och fick sjunga en andra gång.

Den av dessa två som är markerad med mörkgrå färg är den som efter detta moment tvingats lämna tävlingen (den till vänster).
| Lägst antal tittarröster |            |
| Sassa Bodensjö           | Linda Varg |

### Vecka 2: Min idol
Sändes från Frihamnen i Stockholm den 15 oktober 2010. I början av programmet sjöng alla idoler gemensamt ett medley bestående av de låtar som de senare skulle uppträda med under kvällen.
1. Minnah Karlsson – Ambitions (Donkeyboy)
2. Daniel Norberg – Glorious (Andreas Johnson)
3. Alice Hagenbrant – Breakaway (Kelly Clarkson)
4. Andreas Weise – Feel (Robbie Williams)
5. Linnea Henriksson – Heartbeats (The Knife)
6. Linda Varg – Iris (Goo Goo Dolls)
7. Olle Hedberg – Från och med Du (Oskar Linnros)
8. Elin Blom – I Don’t Believe You (Pink)
9. Jay Smith – Heart Shaped Box (Nirvana)
10. Geir Rönning – Rosanna (Toto)

#### Utröstningen
Listar de två deltagare som erhöll minst antal tittarröster och fick sjunga en andra gång.

Den av dessa två som är markerad med mörkgrå färg är den som efter detta moment tvingats lämna tävlingen (den till vänster).
| Lägst antal tittarröster |                  |
| Minnah Karlsson          | Alice Hagenbrant |

### Vecka 3:The Beatles
Sändes från Frihamnen i Stockholm den 22 oktober 2010. Den 21 oktober, dagen innan den tredje veckofinalen ägde rum, meddelade deltagaren Alice Hagenbrant att hon hoppar av Idol. Därmed kom utröstade Minnah Karlsson tillbaka till tävlingen igen. Idolerna sjöng även gemensamt delar av Beatles-låten Sgt. Pepper's Lonely Hearts Club Band i både början och slutet av huvudsändningen.
1. Geir Rönning – Love Me Do (The Beatles)
2. Jay Smith – A Hard Day's Night (The Beatles)
3. Elin Blom – Can't Buy Me Love (The Beatles)
4. Olle Hedberg – Helter Skelter (The Beatles)
5. Minnah Karlsson – Twist and Shout (The Beatles)
6. Linda Varg – Ticket to Ride (The Beatles)
7. Andreas Weise – All You Need Is Love (The Beatles)
8. Daniel Norberg – The Long and Winding Road (The Beatles)
9. Linnea Henriksson – Help! (The Beatles)

#### Utröstningen
Listar de två deltagare som erhöll minst antal tittarröster och fick sjunga en andra gång.

Den av dessa två som är markerad med mörkgrå färg är den som efter detta moment tvingats lämna tävlingen (den till vänster).
| Lägst antal tittarröster |              |
| Linda Varg               | Geir Rönning |

### Vecka 4: 90-tal
Sändes från Frihamnen i Stockholm den 29 oktober 2010. I inledningen av huvudsändningen framförde programledaren Peter Jihde ett dansnummer iförd olika kläder, samtidigt spelades ett par låtar från 1990-talet i bakgrunden. I slutet av huvudsändningen uppträdde sedan gruppen E.M.D. med deras cover på Haddaways låt What is Love?, vilket även det är en låt från 1990-talet.
1. Daniel Norberg – Stone me into the groove (Atomic Swing)
2. Olle Hedberg – Wonderwall (Oasis)
3. Elin Blom – Born to make you happy (Britney Spears)
4. Geir Rönning – Alive (Pearl Jam)
5. Linnea Henriksson – Nothing compares to you (Sinéad O'Connor)
6. Andreas Weise – Baby I love your way (Big Mountain)
7. Jay Smith – I want it that way (Backstreet Boys)
8. Minnah Karlsson – (Everything I do) I do it for you (Bryan Adams)

#### Utröstningen
Listar de två deltagare som erhöll minst antal tittarröster och fick sjunga en andra gång.

Den av dessa två som är markerad med mörkgrå färg är den som efter detta moment tvingats lämna tävlingen (den till vänster).
| Lägst antal tittarröster |              |
| Daniel Norberg           | Geir Rönning |

### Vecka 5: Kärlek
Sändes från Frihamnen i Stockholm den 5 november 2010. Detta var den sista sändningen från Frihamnen för denna säsong. Det var även sista gången denna säsong som idolern sjöng en låt var i fredagsfinalen. I slutet av huvudsändningen framförde deltagarna gemensamt den nyskrivna låten All I Need is You tillsammans med jurymedlemmen Andreas Carlsson. Anders Bagge och Laila Bagge Wahlgren var även dem med och körade under låten. Låten är skriven av Andreas Carlsson och alla intäkter går till välgörenhetsorganisationen Unicef. Alice Hagenbrant deltog dock varken vid liveframträdandet eller på studioinspelningen, detta eftersom hon tidigare hade valt att lämna programmet.
1. Andreas Weise – Higher & higher (Jackie Wilson)
2. Geir Rönning – I heard it throught the grapevine (Marvin Gaye)
3. Minnah Karlsson – Whataya want from me (Adam Lambert)
4. Jay Smith – Here without you (3 Doors Down)
5. Linnea Henriksson – My baby just cares for me (Nina Simone)
6. Elin Blom – Forever young (Alphaville)
7. Olle Hedberg – Free fallin' (Tom Petty)

#### Utröstningen
Listar de två deltagare som erhöll minst antal tittarröster och fick sjunga en andra gång.

Den av dessa två som är markerad med mörkgrå färg är den som efter detta moment tvingats lämna tävlingen (den till vänster).
| Lägst antal tittarröster |               |
| Geir Rönning             | Andreas Weise |

### Vecka 6: Rock
Sändes från Arcushallen i Luleå den 12 november 2010. Detta var Idols första stopp på veckofinalturnén, och det var också första gången Idol direktsändes från Norrland. Det var även den första veckan som Idolerna sjöng två låtar var. Den andra låten var Idolerna uppdelade i par och sjöng varsin duett. I resultatshowen sjöng Tove Styrke (trea i Idol 2009) sin nysläppta singel "White Light Moment".
Låt 1:
1. Olle Hedberg – In the Shadows (The Rasmus)
2. Elin Blom – I Surrender (Rainbow)
3. Jay Smith – Rocks (Primal Scream)
4. Linnea Henriksson – Dance with Somebody (Mando Diao)
5. Minnah Karlsson – Jump (Van Halen)
6. Andreas Weise – Start Me Up (The Rolling Stones)

Låt 2, duetter:
1. Jay Smith & Linnea Henriksson – Sunday Bloody Sunday (U2)
2. Elin Blom & Minnah Karlsson – Calleth you, cometh I (The Ark)
3. Andreas Weise & Olle Hedberg – Gimme some lovin' (The Spencer Davis Group)

#### Utröstningen
Listar de två deltagare som erhöll minst antal tittarröster och fick sjunga en andra gång.

Båda valde att i duellen sjunga sin första låt, alltså den låt som de tidigare under kvällen framförde solo.

Den av dessa två som är markerad med mörkgrå färg är den som efter detta moment tvingats lämna tävlingen (den till vänster).
| Lägst antal tittarröster |                   |
| Elin Blom                | Linnea Henriksson |

### Vecka 7: Klassiker
Sändes från Löfbergs Lila Arena i Karlstad den 19 november 2010. Detta var första gången Idol direktsändes från Värmland. Några timmar innan huvudsändningen skulle börja testades deltagaren Jay Smith positivt för intag av hasch. Trots detta valde TV4 att låta honom vara kvar i tävlingen.
Låt 1:
1. Andreas Weise – She's a lady (Tom Jones)
2. Jay Smith – Fly me to the moon (Frank Sinatra)
3. Linnea Henriksson – I can't help myself (Sugar pie honey bunch) (The Four Tops)
4. Olle Hedberg – Let's dance (David Bowie)
5. Minnah Karlsson – Always on my mind (Willie Nelson)

Låt 2:
1. Andreas Weise – Celebration (Kool and the Gang)
2. Jay Smith – Like a Prayer (Madonna)
3. Olle Hedberg – Your song (Elton John)
4. Minnah Karlsson – I'm so excited (The Pointer Sisters)
5. Linnea Henriksson – The winner takes it all (Abba)

#### Utröstningen
Listar de två deltagare som erhöll minst antal tittarröster och fick sjunga en andra gång.

I duellen valde Hedberg att sjunga sin andra låt han tävlat med, medan Weise valde att sjunga sin första låt.

Den av dessa två som är markerad med mörkgrå färg är den som efter detta moment tvingats lämna tävlingen (den till vänster).

| Lägst antal tittarröster |              |
| Andreas Weise            | Olle Hedberg |

### Vecka 8 (kvartsfinal): Arenafredag
Sändes från Malmö Arena i Malmö den 26 november 2010. Detta var andra gången som Idol direktsändes från Malmö.
Låt 1:
1. Jay Smith – Bad romance (Lady Gaga)
2. Linnea Henriksson – Don't you forget about me (Simple Minds)
3. Olle Hedberg – Fix you (Coldplay)
4. Minnah Karlsson – Just the way you are (Bruno Mars)

Låt 2:
1. Jay Smith – Against all odds (Phil Collins)
2. Linnea Henriksson – Crazy in love (Beyoncé)
3. Olle Hedberg – Beautiful day (U2)
4. Minnah Karlsson – Alone (Heart)

#### Utröstningen
Listar de två deltagare som erhöll minst antal tittarröster och fick sjunga en andra gång.

Båda valde att i duellen sjunga sin andra låt, alltså den låt som de tidigare under kvällen framförde sist.

Den av dessa två som är markerad med mörkgrå färg är den som efter detta moment tvingats lämna tävlingen (den till vänster).

| Lägst antal tittarröster |                 |
| Linnea Henriksson        | Minnah Karlsson |

### Vecka 9 (semifinal): Juryns val
Sändes från Scandinavium i Göteborg den 3 december 2010. Detta var andra gången som Idol direktsänder från Göteborg. I denna veckofinal avgjordes det vilka två deltagare som skulle gå vidare till finalen. Efter resultatprogrammet stod det klart att det blir Minnah Karlsson och Jay Smith som kommer att tävla i finalen. Juryn valde två låtar per artist; en låt som skulle passa artisten och en låt som skulle vara en utmaning för artisten. I början av huvudsändningen sjöng de tre kvarvarande idolerna gemensamt låten . I slutet av huvudsändningen framfördes ett till sångnummer, denna gång var det jurymedlemmen Andreas Carlsson som gemensamt med de tidigare utröstade fredagsfinalisterna (ej Alice Hagenbrant) sjöng låten If you can dream it.
Låt 1, låt som enligt juryn skulle passa artisten:
1. Olle Hedberg – Everybody's changing (Keane)
2. Minnah Karlsson – Total eclipse of the heart (Bonnie Tyler)
3. Jay Smith – Enter Sandman (Metallica)

Låt 2, låt som enligt juryn skulle vara en utmaning för artisten:
1. Olle Hedberg – Born to run (Bruce Springsteen)
2. Minnah Karlsson – When love takes over (David Guetta)
3. Jay Smith – In the ghetto (Elvis Presley)

#### Utröstningen
Listar de två deltagare som erhöll minst antal tittarröster och fick sjunga en andra gång.

Båda valde här att sjunga sin första låt, alltså den låten som enligt juryn skulle passa artisten.

Den av dessa två som är markerad med mörkgrå färg är den som efter detta moment tvingats lämna tävlingen (den till vänster).

| Lägst antal tittarröster |                 |
| Olle Hedberg             | Minnah Karlsson |

### Vecka 10 (Final)
Sändes från Globen i Stockholm den 10 december 2010. Detta var fjärde gången som Idol direktsänder från Globen. Finalen stod mellan två deltagare (Minnah Karlsson och Jay Smith), likt de tidigare åren. I fredagsfinalen den 3 december 2010 blev det klart att det var Minnah Karlsson och Jay Smith som skulle tävla i finalen. Finalprogrammet saknade likt de tidigare säsongerna ett specifikt tema. Torsdagen den 9 december, dagen före finalen bekräftade de båda finalisterna Jay Smith och Minnah Karlsson att de hade inlett en kärleksrelation med varandra ett par veckor tidigare. Finalen sändes även i radiokanalen Mix Megapol.
I den vinjett som visades i början av programmet samt före och efter varje reklampaus hade de anonyma ansiktena (likt föregående säsong) byts ut mot finalisternas. I början av resultatprogrammet sjöng alla samtliga fredagsfinalister (både de tidigare utröstade samt de kvarvarande) låten All I Need is You för andra gången under denna säsong, (Andreas Carlsson och Alice Hagenbrant medverkade inte vid detta framträdande). Precis före avslöjandet av vinnaren bröt programledaren Peter Jihde för en reklampaus. Efter vinnaravslöjandet fick Jay Smith sjunga vinnarlåten igen och därefter bekräftade Jihde att Idol återkommer år 2011.
Låt 1, eget val (vald av idolen själv):
1. Jay Smith – Higher (Creed)
2. Minnah Karlsson – What you waiting for? (Gwen Stefani)

Låt 2, tittarnas val (framröstad av tittarna på tv4.se):
1. Jay Smith – Like a Prayer (Madonna)
2. Minnah Karlsson – Twist and Shout (The Beatles)

Låt 3, vinnarlåten:
1. Jay Smith – Dreaming People (Jay Smith)
2. Minnah Karlsson – Dreaming People (Minnah Karlsson)

Här nedan listas den deltagare som erhöll flest antal tittarröster och därmed vann Idol 2010.
| Vinnaren  |
| Jay Smith |

## Avsnittslista
| Avsnittslista | Avsnittslista                | Avsnittslista   | Avsnittslista            | Avsnittslista     | Avsnittslista            | Avsnittslista         |
| Avsnitt       | Namn                         | Längd (minuter) | Sändningstid (klockslag) | Sändningsdatum    | Antal tittare (tusental) | Rankning tittartoppen |
| ------------- | ---------------------------- | --------------- | ------------------------ | ----------------- | ------------------------ | --------------------- |
| 1             | Audition Stockholm           | 60              | 20.00-21.00              | 7 september 2010  | 1 147                    | 7                     |
| 2             | Audition Stockholm           | 60              | 20.00-21.00              | 8 september 2010  | 1 142                    | 8                     |
| 3             | Audition Göteborg            | 60              | 20.00-21.00              | 9 september 2010  | 1 199                    | 6                     |
| 4             | Audition Karlstad            | 60              | 20.00-21.00              | 10 september 2010 | 1 042                    | 11                    |
| 5             | Audition Luleå               | 60              | 20.00-21.00              | 14 september 2010 | 1 483                    | 4                     |
| 6             | Audition Malmö               | 60              | 20.00-21.00              | 15 september 2010 | 1 311                    | 8                     |
| 7             | Audition Malmö/Sista Chansen | 60              | 20.00-21.00              | 16 september 2010 | 1 319                    | 7                     |
| 8             | Slutaudition 1               | 60              | 20.00-21.00              | 17 september 2010 | 1 473                    | 5                     |
| 9             | Slutaudition 2               | 60              | 20.00-21.00              | 21 september 2010 | 1 125                    | 14                    |
| 10            | Slutaudition 3               | 60              | 20.00-21.00              | 22 september 2010 | 1 031                    | 18                    |
| 11            | Slutaudition 4               | 60              | 20.00-21.00              | 23 september 2010 | 1 295                    | 7                     |
| 12            | Slutaudition 5               | 60              | 20.00-21.00              | 24 september 2010 | 1 151                    | 13                    |
| 13.1          | Kval 1                       | 60              | 20.00-21.00              | 27 september 2010 | 853                      | 27                    |
| 13.2          | Resultatprogram              | 15              | 22.40-22.55              | 27 september 2010 | 411                      | 100>                  |
| 14.1          | Kval 2                       | 60              | 20.00-21.00              | 28 september 2010 | 1 064                    | 11                    |
| 14.2          | Resultatprogram              | 20              | 22.40-23.00              | 28 september 2010 | 480                      | 100>                  |
| 15.1          | Kval 3                       | 60              | 20.00-21.00              | 29 september 2010 | 789                      | 31                    |
| 15.2          | Resultatprogram              | 20              | 22.40-23.00              | 29 september 2010 | 409                      | 100>                  |
| 16.1          | Kval 4                       | 60              | 20.00-21.00              | 30 september 2010 | 1 134                    | 8                     |
| 16.2          | Resultatprogram              | 20              | 22.40-23.00              | 30 september 2010 | 585                      | 80                    |
| 17.1          | Kvalfinal                    | 90              | 20.00-21.30              | 1 oktober 2010    | 1 040                    | 15                    |
| 17.2          | Resultatprogram              | 30              | 22.25-22.55              | 1 oktober 2010    | 739                      | 42                    |
| 18.1          | Veckofinal 1                 | 120             | 20.00-22.00              | 8 oktober 2010    | 1 107                    | 12                    |
| 18.2          | Resultatprogram              | 30              | 22.25-22.55              | 8 oktober 2010    | 1 010                    | 17                    |
| 18.3          | Eftersnack                   | 35              | 22.50-23.25              | 8 oktober 2010    | 65                       | 100>                  |
| 19.1          | Veckofinal 2                 | 120             | 20.00-22.00              | 15 oktober 2010   | 1 225                    | 6                     |
| 19.2          | Resultatprogram              | 30              | 22.25-22.55              | 15 oktober 2010   | 805                      | 39                    |
| 19.3          | Eftersnack                   | 35              | 22.50-23.25              | 15 oktober 2010   | 99                       | 100>                  |
| 20.1          | Veckofinal 3                 | 90              | 20.00-21.30              | 22 oktober 2010   | 1 136                    | 10                    |
| 20.2          | Resultatprogram              | 30              | 22.25-22.55              | 22 oktober 2010   | 1 004                    | 20                    |
| 20.3          | Eftersnack                   | 35              | 22.50-23.25              | 22 oktober 2010   | 65                       | 100>                  |
| 21.1          | Veckofinal 4                 | 90              | 20.00-21.30              | 29 oktober 2010   | 1 103                    | 10                    |
| 21.2          | Resultatprogram              | 30              | 22.25-22.55              | 29 oktober 2010   | 963                      | 17                    |
| 21.3          | Eftersnack                   | 35              | 22.50-23.25              | 29 oktober 2010   | 72                       | 100>                  |
| 22.1          | Veckofinal 5                 | 90              | 20.00-21.30              | 5 november 2010   | 1 048                    | 14                    |
| 22.2          | Resultatprogram              | 30              | 22.25-22.55              | 5 november 2010   | 869                      | 30                    |
| 22.3          | Eftersnack                   | 35              | 22.50-23.25              | 5 november 2010   | 37                       | 100>                  |
| 23.1          | Veckofinal 6                 | 90              | 20.00-21.30              | 12 november 2010  | 1 152                    | 12                    |
| 23.2          | Resultatprogram              | 30              | 22.25-22.55              | 12 november 2010  | 1 095                    | 14                    |
| 23.3          | Eftersnack                   | 35              | 22.50-23.25              | 12 november 2010  | 65                       | 100>                  |
| 24.1          | Veckofinal 7                 | 90              | 20.00-21.30              | 19 november 2010  | 932                      | 25                    |
| 24.2          | Resultatprogram              | 30              | 22.25-22.55              | 19 november 2010  | 958                      | 20                    |
| 24.3          | Eftersnack                   | 35              | 22.50-23.25              | 19 november 2010  | 64                       | 100>                  |
| 25.1          | Veckofinal 8                 | 90              | 20.00-21.30              | 26 november 2010  | 951                      | 26                    |
| 25.2          | Resultatprogram              | 30              | 22.25-22.55              | 26 november 2010  | 1 019                    | 17                    |
| 25.3          | Eftersnack                   | 35              | 22.50-23.25              | 26 november 2010  | 113                      | 100>                  |
| 26.1          | Semifinal                    | 90              | 20.00-21.30              | 3 december 2010   | 1 103                    | 19                    |
| 26.2          | Resultatprogram              | 30              | 22.25-22.55              | 3 december 2010   | 1 139                    | 15                    |
| 26.3          | Eftersnack                   | 35              | 22.50-23.25              | 3 december 2010   | 85                       | 100>                  |
| 27            | Vägen till finalen.          | 60              | 20.00-21.00              | 6 december 2010   | 341                      | 100>                  |
| 28.1          | Final                        | 90              | 20.00-21.30              | 10 december 2010  | 1527                     | 1                     |
| 28.2          | Resultatprogram              | 30              | 22.25-22.55              | 10 december 2010  | 1517                     | 2                     |
| 28.3          | Eftersnack                   | 35              | 22.50-23.25              | 10 december 2010  | 186                      | 100>                  |